# (322) Phaeo
(322) Phaeo ist ein Asteroid des mittleren Hauptgürtels, der am 27. November 1891 vom französischen Astronomen Alphonse Louis Nicolas Borrelly am Observatoire de Marseille entdeckt wurde.
Der Asteroid ist benannt nach Phaeo, einer der Hyaden, die ursprünglich Nymphen, Töchter des Atlas und einer Okeanide namens Aithra gewesen sein sollen. Ihre Zahl variiert zwischen zwei und sieben, und ihre Namen waren ebenso variabel. Weitere nach Hyaden benannte Asteroiden sind (193) Ambrosia, (106) Dione, (217) Eudora, (158) Koronis und (308) Polyxo.

## Wissenschaftliche Auswertung
Aus Ergebnissen der IRAS Minor Planet Survey (IMPS) wurden 1992 Angaben zu Durchmesser und Albedo für zahlreiche Asteroiden abgeleitet, darunter auch (322) Phaeo, für die damals Werte von 70,8 km bzw. 0,09 erhalten wurden. Eine Auswertung von Beobachtungen durch das Projekt NEOWISE im nahen Infrarot führte 2011 zu vorläufigen Werten für den Durchmesser und die Albedo im sichtbaren Bereich von 65,1 oder 77,1 km bzw. 0,09 oder 0,07. Ein Vergleich von Daten, die von 1978 bis 2011 an der Sternwarte Ondřejov in Tschechien und am Table Mountain Observatory in Kalifornien gesammelt wurden, mit den Daten von NEOWISE führte 2012 zu Werten für den Durchmesser und die Albedo von 73,1 km bzw. 0,08. Nach neuen Messungen mit NEOWISE wurden die Werte 2014 auf 66,1 oder 69,9 km bzw. 0,09 oder 0,08 korrigiert.
Spektroskopische Beobachtungen am 11. Dezember 2021 am Caucasus Mountain Observatory (CMO) des Sternberg-Instituts für Astronomie zeigten Anzeichen einer durch Sublimation von Wasser- und Kohlenstoffdioxid-Eis bedingten Aktivität und das Vorhandensein einer staubigen Exosphäre bei (322) Phaeo in Perihelnähe.
Photometrische Messungen des Asteroiden fanden erstmals statt am 27. und 28. Oktober 1979 am Table Mountain Observatory. In jeder Nacht wurde nur für einen Zeitraum von 1–2 Stunden beobachtet und die Helligkeit schien sich dabei nicht zu verändern, es wurde daraus auf eine lange Rotationsperiode geschlossen. Bei neuen Beobachtungen vom 16. bis 23. April 1996 am La-Silla-Observatorium in Chile konnte dann aus der aufgezeichneten Lichtkurve eine Rotationsperiode von 17,56 h bestimmt werden. Weitere Messungen vom 16. bis 24. September 2002 am Crescent Butte Observatory in Utah konnten dieses Ergebnis mit einem abgeleiteten Wert von 17,5845 h bestätigen.
Mit dem Weltraumteleskop Transiting Exoplanet Survey Satellite (TESS) konnten während dessen Durchmusterung des Südhimmels 2018 bis 2019 auch Objekte des Sonnensystems beobachtet werden. Dabei wurden auch die Lichtkurven von fast 10.000 Asteroiden aufgezeichnet. Für (322) Phaeo wurde aus Messungen etwa vom 27. März bis 22. April 2019 eine Rotationsperiode von 17,5464 h erhalten.
Aus archivierten Daten des Asteroid Terrestrial-impact Last Alert System (ATLAS) aus dem Zeitraum 2015 bis 2018 wurde in einer Untersuchung von 2020 mit der Methode der konvexen Inversion für ein dreidimensionales Gestaltmodell des Asteroiden zwei alternative Rotationsachsen mit prograder Rotation und einer Periode von 17,5726 h bestimmt. Aus den Daten von ATLAS konnte in einer Untersuchung von 2022 mit der Methode der konvexen Inversion noch einmal eine Rotationsperiode von 17,5728 h bestimmt werden.
Abschätzungen von Masse und Dichte für den Asteroiden (322) Phaeo aufgrund von gravitativen Beeinflussungen auf Testkörper hatten in einer Untersuchung von 2012 zu als unrealistisch bewerteten Ergebnissen geführt.